# زبان غربتی
زبان غربتی یا در اصل رومانی ایرانی به زبان‌های رمزی مختلفی گفته می‌شود که توسط غربت‌ها که به آن‌ها «کولی‌های ایرانی» یا «کولی‌های آسیای میانه» نیز می‌گویند، صحبت می‌شود. هیچ دلیلی دال بر ارتباط تاریخی هیچ‌یک از این گروه‌ها با قوم رومایی یا دومری وجود ندارد، به جز این که برخی از چند واژه استفاده می‌کنند که در ظاهر منشأ دومری دارد.
غربتی‌های افغانستان با با غربتی‌های ایران یکسان نیستند اما ارتباط نزدیکی با هم دارند. مبنای زبان آن‌ها فارسی محلی است و بسیاری از واژه‌ها با دستکاری آوایی غیرقابل درک هستند و همچنین تعداد زیادی اصطلاحات سامی (آرامی و عبری و همچنین عربی) نیز در آن‌ها یافت می‌شود.